# Karibische Kiefer
Die Karibische Kiefer (Pinus caribaea) ist eine Pflanzenart aus der Gattung der Kiefern (Pinus) innerhalb der Familie der Kieferngewächse (Pinaceae). Die drei Varietäten kommen in Zentralamerika, auf Karibischen Inseln und auf den Bahamas vor. Die Art als ganzes wird als nicht gefährdet eingestuft, die Varietäten Pinus caribaea var. caribaea und Pinus caribaea var. bahamensis gelten jedoch als gefährdet, die dritte Varietät Pinus caribaea var. hondurensis als nicht gefährdet. Pinus caribaea ist in ihrem natürlichen Verbreitungsgebiet ein wichtiger Holzlieferant und wird auch außerhalb dieses Gebiets forstwirtschaftlich genutzt.
Kurzzeichen als Handelsholz nach EN 13556: PNCR.

## Beschreibung

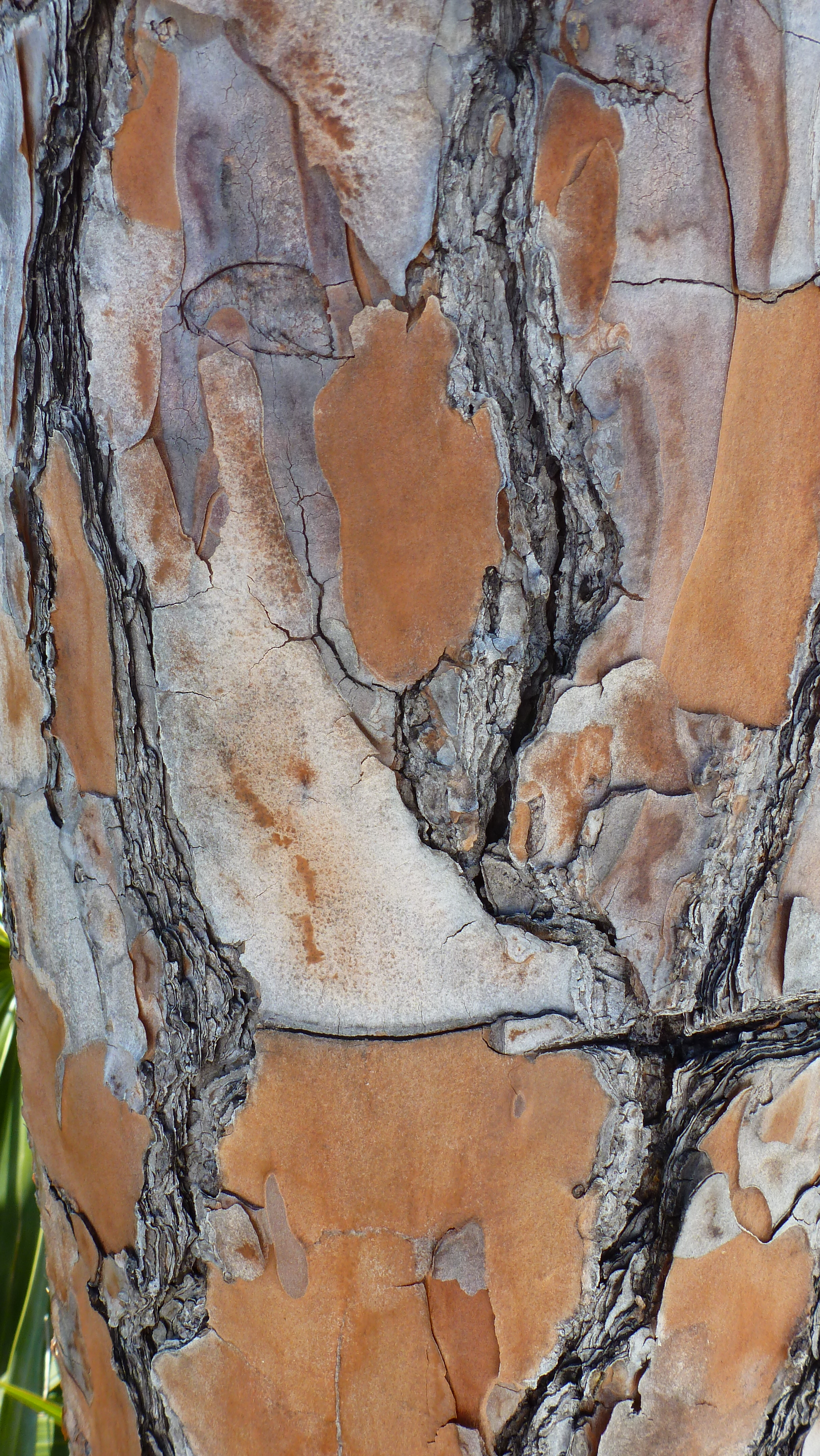
Borke

### Erscheinungsbild
Die Karibische Kiefer wächst als immergrüner Baum, der Wuchshöhen von 20 bis 35, manchmal bis zu 45 Meter erreicht. Der Stamm wächst aufgerichtet, bildet eine durchgehende Achse und erreicht einen Brusthöhendurchmesser von 50 bis 100 Zentimetern.
Die Stammborke ist rau und schuppig und zerbricht in graubraune, unregelmäßig rechteckige Platten. Die Äste stehen waagrecht oder aufgerichtet, Äste höherer Ordnung können auch hängend sein. Sie bilden eine breit konische, offene oder unregelmäßige Krone. Junge Triebe haben mehrere Knoten, sind sehr rau und harzig und haben große, kurz herablaufende und bleibende Pulvini.

### Knospen und Nadeln
Die Winterknospen sind eiförmig-länglich bis zylindrisch, endständige Knospen sind 20 bis 25 Millimeter lang, seitlich stehende Knospen sind kleiner und leicht harzig. Die Knospenschuppen sind dunkelbraun, 15 bis 20 Millimeter lang, pfriemlich, stark zurückgebogen, mit durchscheinenden, bewimperten Rändern.
Die Nadeln ausgewachsener Bäume wachsen meist zu dritt, selten zu zweit, viert oder fünft in einer Nadelscheide, jüngere Bäume bilden Nadeln in Gruppen von vier bis fünf. Die Nadelscheide ist anfangs 15 bis 20 Millimeter lang, kann sich jedoch im Laufe der Zeit bis auf 10 Millimeter verkürzen. Die Nadeln sind hell- oder dunkelgrün, manchmal bläulich überlaufen, und mehr oder weniger glänzend, gerade und leicht verdreht, unelastisch, manchmal nur 12, meist 15 bis 26 und manchmal auch bis 28 Zentimeter lang und selten ab 1,2, meist 1,4 bis 1,8 Millimeter dick. Der Nadelrand ist fein gesägt, das Ende spitz und stechend. Auf allen Nadelseiten gibt es deutlich ausgeprägte Spaltöffnungslinien, auf der konvexen, abaxialen Seite sind es acht bis elf, selten bis 14, auf den beiden abaxialen Seiten jeweils vier bis sechs. Je Nadel werden manchmal nur zwei, meist drei bis vier und selten bis zu acht mittig verlaufende Harzkanäle gebildet. Die Nadeln bleiben etwa drei Jahre am Baum.

### Zapfen und Samen
Die Pollenzapfen wachsen in Gruppen an der Basis junger Triebe. Sie sind anfangs rosafarben bis gelb und bei Reife gelb bis rötlich braun und bei einer Länge von 2 bis 3 Zentimetern sowie bei einem Durchmesser von 5 bis 6 Millimetern zylindrisch, ausgereift häufig gebogen. Die 2 bis 2,5 Zentimeter lang gestielten Samenzapfen wachsen nahe den Zweigenden meist in Paaren oder in Wirteln von drei bis fünf selten bis acht. Die Samenzapfen sind bei einer Länge von selten 4, meist 5 bis 12 und manchmal bis 13 Zentimetern eiförmig-konisch oder geöffnet bei einem Durchmesser von selten 3, meist 4 bis 6 und selten bis 7 Zentimeter eiförmig und mehr oder weniger symmetrisch aber mit schräg abgeflachter Basis. Die etwa 120 bis 200 Samenschuppen je Zapfen sind dunkelbraun bis schwarzbraun, länglich, gerade oder zurückgebogen. Die Apophyse ist ockerfarben, hell- oder dunkelbraun, glänzend, erhöht und an basalen Samenschuppen beinahe flach, bis zu 15 Millimeter groß mit rhombischen bis fünfeckigem Umriss und quer gekielt. Der Umbo ist flach, leicht erhöht oder pyramidenförmig und aufwärts gebogen und hat einen kleinen, bleibenden Stachel.
Die entweder hell graubraunen und dunkel gefleckten oder dunkelbraunen bis schwärzlichen Samen sind bei einer Länge von 5 bis 7 Millimetern sowie einem Durchmesser von 5 bis 8 Millimetern verkehrt-eiförmig und leicht abgeflacht. Der Samenflügel ist 10 bis 20 Millimeter lang, 5 bis 8 Millimeter breit, etwas durchscheinend, gelblich grau bis hellbraun mit dunkleren Streifen.

### Chromosomenzahl
Die Chromosomenzahl beträgt 2n = 24.

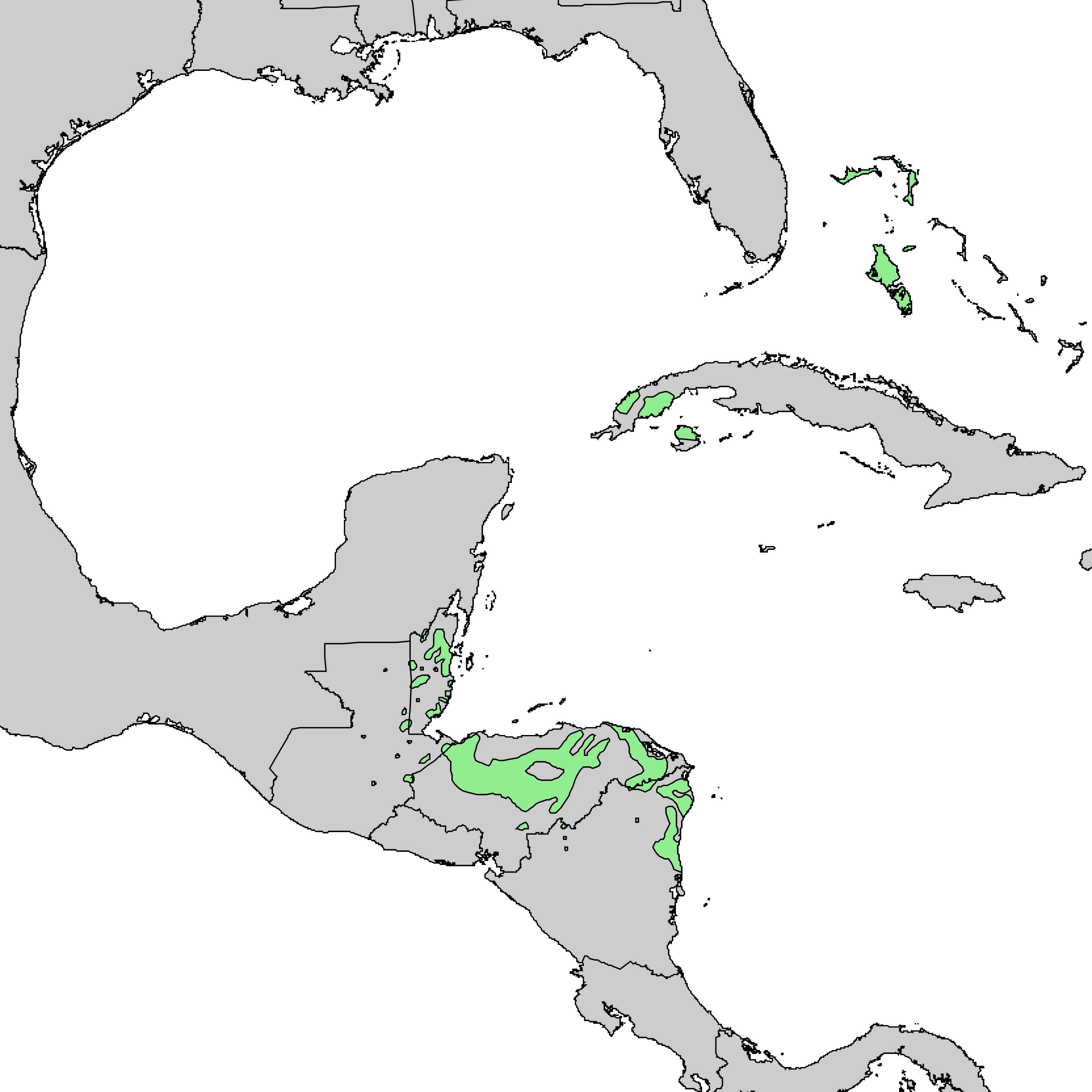
Verbreitungskarte

## Verbreitung und Gefährdung
Das natürliche Verbreitungsgebiet der drei Varietäten der Karibischen Kiefer umfasst den mexikanischen Bundesstaat Quintana Roo, die Bahamas, die Turks- und Caicosinseln, das westliche Kuba einschließlich der Isla de la Juventud, Belize, das nördliche Guatemala, Honduras einschließlich der Islas de la Bahía und Nicaragua.
In der Roten Liste der IUCN wird Pinus caribaea als „nicht gefährdet“ (= „Lower Risk/least concern“) geführt. Es wird jedoch darauf hingewiesen, dass eine Neubeurteilung ausständig ist.

## Systematik
Die Erstbeschreibung von Pinus caribaea erfolgte 1851 durch Pierre Marie Arthur Morelet in der Revue Horticole de la Cote-d'Or, 1, Seite 107. Das Artepitheton caribaea verweist auf das Verbreitungsgebiet in der Karibik. Die Erstbeschreibung erfolgte an Exemplaren von der zu Kuba gehörenden Isla de la Juventud.
Die Art Pinus caribaea gehört zur Untersektion Australes aus der Sektion Trifoliae in der Untergattung Pinus innerhalb der Gattung Pinus.
Es werden drei Varietäten unterschieden:
- Pinus caribaea Morelet var. caribaea (Syn.: Pinus recurvata Rowlee, Pinus cubensis var. anomala Rowlee):[4] Die Nadeln wachsen meist in Gruppen zu dritt, seltener zu viert und sehr selten zu zweit oder zu fünft. Sie sind hell- oder dunkelgrün, ab 13 meist 15 bis 26 Zentimeter lang und ab 1,2 meist 1,4 bis 1,8 Millimeter dick. Die Nadelscheiden sind 15 bis 20 Millimeter lang und behalten ihre Länge, bis die Nadeln abfallen. Die Samenzapfen sind ab 4 meist 5 bis 10 und selten bis 12 Zentimeter lang bei Durchmessern von 3 meist jedoch von 4 bis 6 und manchmal bis 7 Zentimeter im geöffneten Zustand. Die Apophyse ist rhombisch bis fünfeckig. Es werden selten ab vier meist sechs oder sieben und selten bis neun, 12 bis 25 Millimeter lange Keimblätter gebildet. Sämlinge haben einen verlängerten Stamm, die ersten Blätter sind grün, mehr oder weniger aufstrebend und werden bald von nachfolgenden Blättern ersetzt. Das Verbreitungsgebiet befindet sich im Westen Kubas, in der Provinz Pinar del Río und auf der Isla de la Juventud. Sie bildet offene Reinbestände oder offenes Waldland mit einem Unterholz aus Gräsern und Büschen auf sandigen oder kiesigen, gut entwässerten, sauren Böden. Man findet sie von Seehöhe bis auf 700 Metern Höhe, wobei die umfangreichsten Bestände in Höhenlagen von etwa 400 Metern liegen. Die Jahresniederschlagsmenge reicht abhängig von der Höhenlage von 1000 bis 1800 Millimeter, wobei im Winter eine Trockenperiode auftritt, jedoch kein Frost.[12] Von der IUCN werden die Bestände als „gefährdet“ (= „Vulnerable“) geführt. Es wird jedoch darauf hingewiesen, dass eine Neubeurteilung ausständig ist. Als Gründe wird die starke Nutzung angegeben, sodass durch Schlägerung und Abbrennen von Wäldern Savannen entstanden sind. Häufige Brände verhindern die Regeneration und fördern die Verbreitung von Pinus tropicalis.[13]

- Pinus caribaea var. bahamensis (Griseb.) W.H.Barrett & Golfari:[4] Die Nadeln sind hell- oder dunkelgrün und wachsen meist zu dritt seltener in Paaren. Sie sind ab 13 meist 15 bis 26 Zentimeter lang und ab 1,2 meist 1,4 bis 1,8 Millimeter breit. Die Nadelscheiden sind anfangs 15 bis 20 Millimeter lang und verkürzen sich im Laufe der Zeit auf 10 Millimeter. Die Samenzapfen sind ab 4 meist 5 bis 10 und selten bis 12 Zentimeter lang und haben geöffnet Durchmesser von ab 3 meist 4 bis 6 und manchmal bis 7 Zentimeter. Die Apophyse hat einen rhombischen oder fünfeckigen Umriss, sie ist glänzend, ockerfarben oder hellbraun. Die ab vier meist sechs oder sieben und selten bis neun Keimblätter werden 12 bis 25 Millimeter lang. Sämlinge haben einen verlängerten Stamm, die ersten Blätter sind grün, mehr oder weniger aufstrebend und werden bald von nachfolgenden Blättern ersetzt. Das Verbreitungsgebiet liegt auf Grand Bahama, Great Abaco, New Providence, auf North und South Andros und auf Great Inagua. Auf den Turks- und Caicosinseln gibt es drei Populationen, auf Pine Cay, North Caicos und Middle Caicos. Die Art wächst auf flachen, verwitterten Kalksteinfelsen mit Bereichen aus sandigen Böden, auf sandigen Landzungen und alten Stränden. Dort bildet sie Reinbestände mit einem Unterwuchs aus verschiedenen Sträuchern, darunter häufig die Palmettopalme (Sabal palmetto). Sie besiedelt auch offenes Buschland und bildet Sekundärwälder. Die Varietät wächst von Meereshöhe bis in eine Höhe von etwa 10 Metern. Die Jahresniederschläge liegen bei etwa 1500 Millimetern auf Grand Bahama und bei etwa 1000 Millimetern auf Andros, die mittlere Jahrestemperatur liegt bei 25 °C, Frost tritt nicht auf. Bestände werden jedoch immer wieder durch Hurrikane zerstört. Diese Varietät wird von der IUCN als „gefährdet“ (= „Vulnerable“) eingestuft.[12]

- Pinus caribaea var. hondurensis (Senecl.) W.H.Barrett & Golfari (Syn.: Pinus hondurensis Loock non Sénécl.):[4] Die Nadeln sind hellgrün und manchmal blau überlaufen und wachsen meist zu dritt seltener in Paaren oder zu viert und ganz selten zu fünft. Sie sind ab 12 meist 16 bis 28 Zentimeter lang und ab 1,2 meist 1,4 bis 1,8 Millimeter breit. Die Nadelscheiden sind 15 bis 20 Millimeter lang und verkürzen sich nicht. Die Samenzapfen sind ab 4 meist 5 bis 12 und selten bis 13 Zentimeter lang und haben geöffnet Durchmesser von 3,5 bis 7 Zentimeter. Die Apophyse ist glänzend, kastanienbraun und hat einen rhombischen oder fünfeckigen Umriss mit unregelmäßig gewelltem oberen Rand. Die fünf bis acht Keimblätter werden 20 bis 35 Millimeter lang. Sämlinge haben einen verlängerten Stamm, die ersten Blätter sind bläulich überlaufen und stehen waagrecht und werden später als bei den anderen Varietäten von nachfolgenden Blättern ersetzt. Das Verbreitungsgebiet liegt in Quintana Roo in Mexiko, in Belize, im Norden von Guatemala, in Honduras mit den Islas de la Bahia und in Nicaragua. Sie wächst hauptsächlich in den küstennahen Tiefebenen mit atlantischem Einfluss von den Rändern von Mangrovenwäldern bis zum Hügelland. Man findet die Varietät auf gut durchlässigen, sandigen oder kiesigen, sauren Böden, dort bildet sie Reinbestände oder wächst zusammen mit Pinus oocarpa und Pinus tecunumanii. Das Unterholz besteht aus Gräsern, Adlerfarn  (Pteridium aquilinum) und Palmettopalmen (Sabal palmetto). Die Varietät wächst von Meereshöhe bis auf 700 Meter eventuell auch 1000 Meter Höhe. Die jährliche Niederschlagsmenge variiert stark und reicht von 4000 Millimetern bei Lagunas del Pinar in Nicaragua bis zu 660 Millimetern im Inneren von Honduras. Die mittlere Jahrestemperatur beträgt 21 bis 27 °C, Frost tritt nicht auf. Diese Varietät wird von der IUCN als nicht gefährdet (= „Least concern“) eingestuft.[14]

## Verwendung

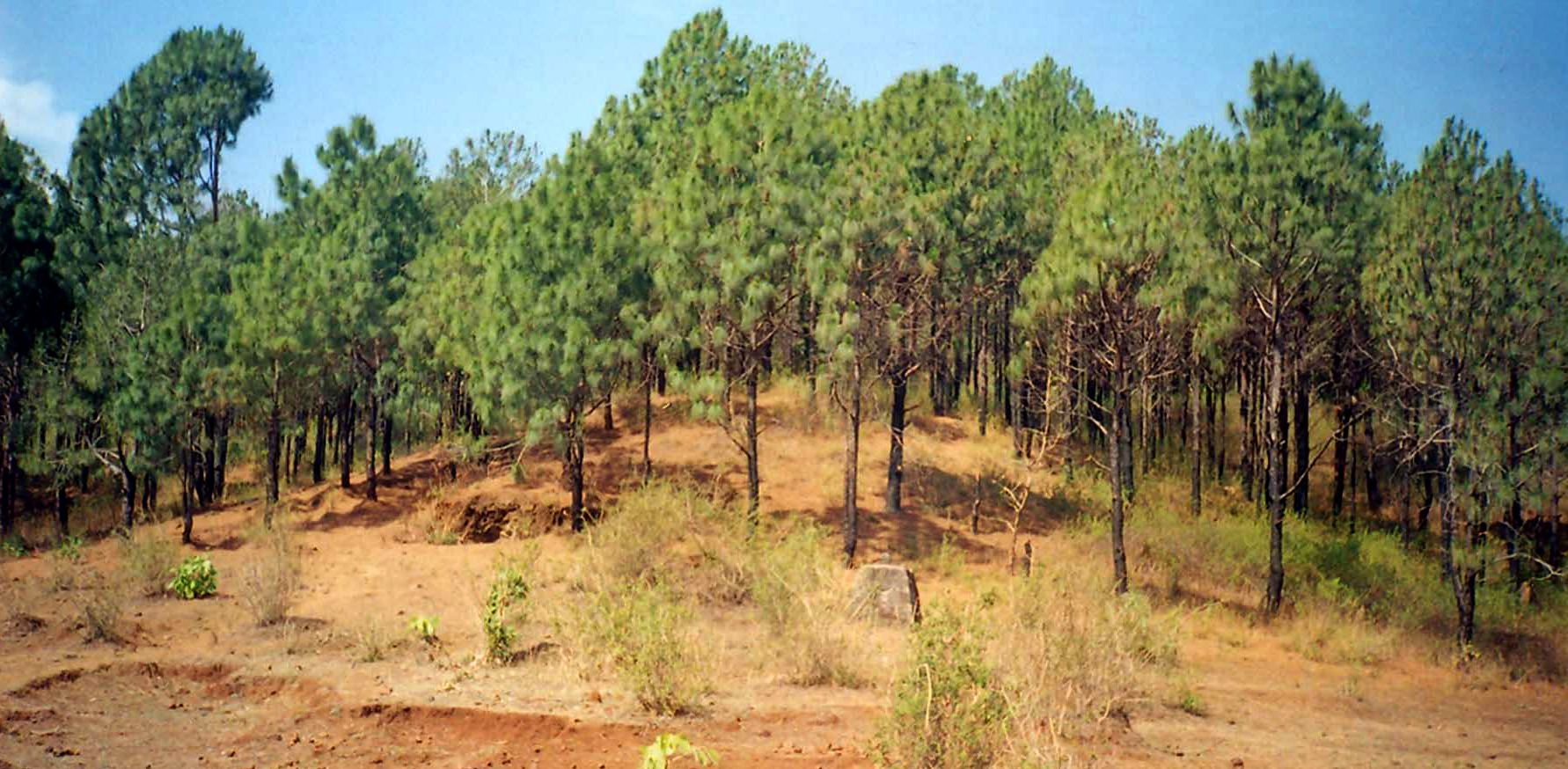
Forstwirtschaftlich verwendete Karibische Kiefern in Indien

Die Karibische Kiefer und besonders die mittelamerikanische Varietät Pinus caribaea var. hondurensis ist ein wichtiger Holzlieferant, da die Art umfangreiche Bestände in leicht zugänglichen Gebieten bildet. Die Bestände werden stark genutzt, und obwohl die Art selbst nicht gefährdet ist, sind es doch lokale Populationen wie die in Ejido Caobas in Mexiko, den am nördlichsten liegenden Beständen der Varietät Pinus caribaea var. hondurensis. Die Art Pinus caribaea wurde weltweit in tropischem und subtropischem Tiefland als Holzlieferant forstwirtschaftlich gepflanzt, so beispielsweise in den chinesischen Provinzen Fujian, Guangdong, Guangxi, Jiangsu und Jiangxi.
Das harzreiche Holz wird zur Errichtung von Gebäuden und zur Herstellung von Transportpaletten, Kisten, Booten, Sperrholz und Spanplatten verwendet. Holz aus forstwirtschaftlichem Anbau außerhalb des natürlichen Anbaugebiets wird auch häufig zu Zellstoff weiterverarbeitet. In Honduras wurden Bäume früher auch geharzt. Pinus caribaea wird kaum gärtnerisch verwendet und wächst nur unter tropischen und subtropischen Bedingungen.